# Museum RockArt
Museum RockArt is een museum over popmuziekgeschiedenis sinds de jaren vijftig van de 20e eeuw. Het is gevestigd in het Zuid-Hollandse Hoek van Holland.
Het werd in 2005 opgericht en is gewijd aan meer stijlen dan rockmuziek alleen, zoals ook beatmuziek, rock-'n-roll, indorock, jazz en Nederlandstalige protestliederen van bijvoorbeeld Armand. De vaste collectie is voornamelijk op de Nederlandse popgeschiedenis gericht.
Daarnaast worden er tijdelijke exposities getoond. Thema's uit het verleden waren zowel over artiesten uit binnen- als buitenland, zoals over Herman Brood, Golden Earring, Q65, Elvis Presley en The Beatles. Verder waren er thematische exposities over bijvoorbeeld de nederbiet in Den Haag en het Westland, en zeezenders als Veronica. Ook houdt het exposities op andere locaties in Nederland.
Van 23 juni tot 11 september 2016 was het museum dicht door waterschade die was veroorzaakt door hevige regenval. Op 4 november 2016 nam gemeenteraad van Den Haag een motie aan om het museum naar deze stad te laten verhuizen. Museumdirecteur Jaap Schut is hier eveneens voorstander van, omdat de collectie een groot deel van de Haagste popgeschiedenis bestrijkt en de huidige locatie te klein wordt bevonden.
In de museumwinkel is een uitgebreide collectie muziekartikelen uitgestald, variërend van boeken en platen tot merchandise.

## Impressie
|  |  |  |

|  |  |  |